# Santana (Cartaxo)
Santana é uma aldeia portuguesa situada na freguesia e concelho do Cartaxo.